# Nik Schröter
Nik Schröter (Finsterwalde, 12 de junio de 1998) es un deportista alemán que compite en ciclismo en la modalidad de pista. Ganó una medalla de bronce en el Campeonato Mundial de Ciclismo en Pista de 2021, en la prueba de velocidad por equipos.

## Medallero internacional
| Campeonato Mundial | Campeonato Mundial | Campeonato Mundial | Campeonato Mundial    |
| Año                | Lugar              | Medalla            | Competición           |
| ------------------ | ------------------ | ------------------ | --------------------- |
| 2021               | Roubaix (Francia)  | Medalla de bronce  | Velocidad por equipos |